# あべあきら
あべ あきら（1952年10月2日 - ）は、日本の放送作家、ミュージシャン、シンガーソングライター、ラジオパーソナリティ。

## 来歴
大分県大分市出身。長崎県立諫早高等学校卒業。長崎県立国際経済大学（現長崎県立大学）中退。中学2年より作詞・作曲を始め、大学時代はフォークソングクラブに所属していた。
上京後、荻窪ロフトや高円寺のレッドハウスなどのライブハウスでミュージシャンとして活動。29歳で放送作家となり、現在は『ガッテン!』（NHK総合テレビ）などを担当。SPACE SHOWER MUSIC所属のミュージシャンとしても活動中であり、制作した楽曲数は300曲を超える。アニソンやゲーム音楽にも精通している。
作曲家の都志見隆は中学校の後輩であり、矢沢永吉の前座を勤めた共通点がある。

## 人物・エピソード
- 中学2年のとき加山雄三ブームが起こり、その影響でハーモニカで作曲を始める。
- これまで組んだグループ名は「オタマ＆ジャクシーズ」「シュンカーズ」「こまどり兄弟」「あべあきらとプラスチック・イモ・バンド」「あべあきらとリトルリーグ」「あべあきらとSO.BUT.THEN」等。

## 主な出演番組

### ラジオ
- アニソン・アカデミー（NHK-FM、2013年 - レギュラー出演）
- 峰竜太のミネスタ（ラジオ日本、2013年ゲスト出演）

## 主な担当番組

### テレビ
- ガッテン!（NHK総合テレビ）
- ためしてガッテン（NHK総合テレビ）
- おはなしのくに（NHK教育）
- おもしろクイズBOX（日本テレビ）
- ムツゴロウの動物大行進（フジテレビ）
- おめでとう!日本列島（TBSテレビ）
- ヒントでピント（テレビ朝日）
- 愛LOVEジュニア（テレビ東京）
- ネポスこどもCLUB（BSフジ）

他多数

### ラジオ
- セイ!ヤング（文化放送）
- ABブラザーズのオールナイトニッポン（ニッポン放送）
- ラジ王（FM東京）

他多数

## アルバム
- はたけ（2010年4月7日発売）
- あべ書房（2014年3月19日発売）
  - 収録曲の「春のたより」は『アニソン・アカデミー』で毎年3月限定のエンディングとして使われる。

## 参加作品
- アニソンアカデミー校歌（2017年10月18日発売）- 番組で共演する中川翔子と共作で作詞